# Savska Panonija
Savska Panonija (latinsko: Pannonia Savia, Savia ali Pannonia Ripariensis), provinca Rimskega cesarstva. Ustanovljena je bila leta 295 med vladanjem cesarja Dioklecijana z delitvijo Gornje Panonije na Prvo in Savsko Panonijo. Glavno mesto province je bila Siscia, sedanji Sisak. Obsegala je dele sedanje Slovenije, Hrvaške in Bosne in Hercegovine.

## Vir
- S. Andrić, Južna Panonija u doba velike seobe narodâ, Scrinia Slavonica, 2, oktober 2001, . Pridobljeno dne 5. oktobra 2012.